# Jan Antoon Verschaeren
Jan Antoon Verschaeren (Antwerpen, 27 april 1803 - aldaar, 30 mei 1863) was een Belgisch kunstschilder, opgeleid door Willem Herreyns. 
In 1828 won hij de Prijs van Rome voor schilderkunst. Vanaf 1829 verbleef hij negen jaar lang in Frankrijk en Italië. Voordien had hij ook al in Engeland vertoefd, later zou hij nog naar Duitsland trekken. In 1836 werden vier van zijn in Italië vervaardigde werken getoond op een Brusselse tentoonstelling. 
Vanaf 1842 verzorgde hij lessen aan de Koninklijke Academie voor Schone Kunsten van Antwerpen. Tot aan zijn overlijden zou hij zich volledig wijden aan het verzorgen van onderwijs. Van 1852 tot 1855 was hij dan ook bestuurder van de Antwerpse academie, na het ontslag van Gustaaf Wappers. Als beloning voor zijn succesvolle carrière werd Verschaeren al in 1846 vereerd met een ridderkruis in de Leopoldsorde.

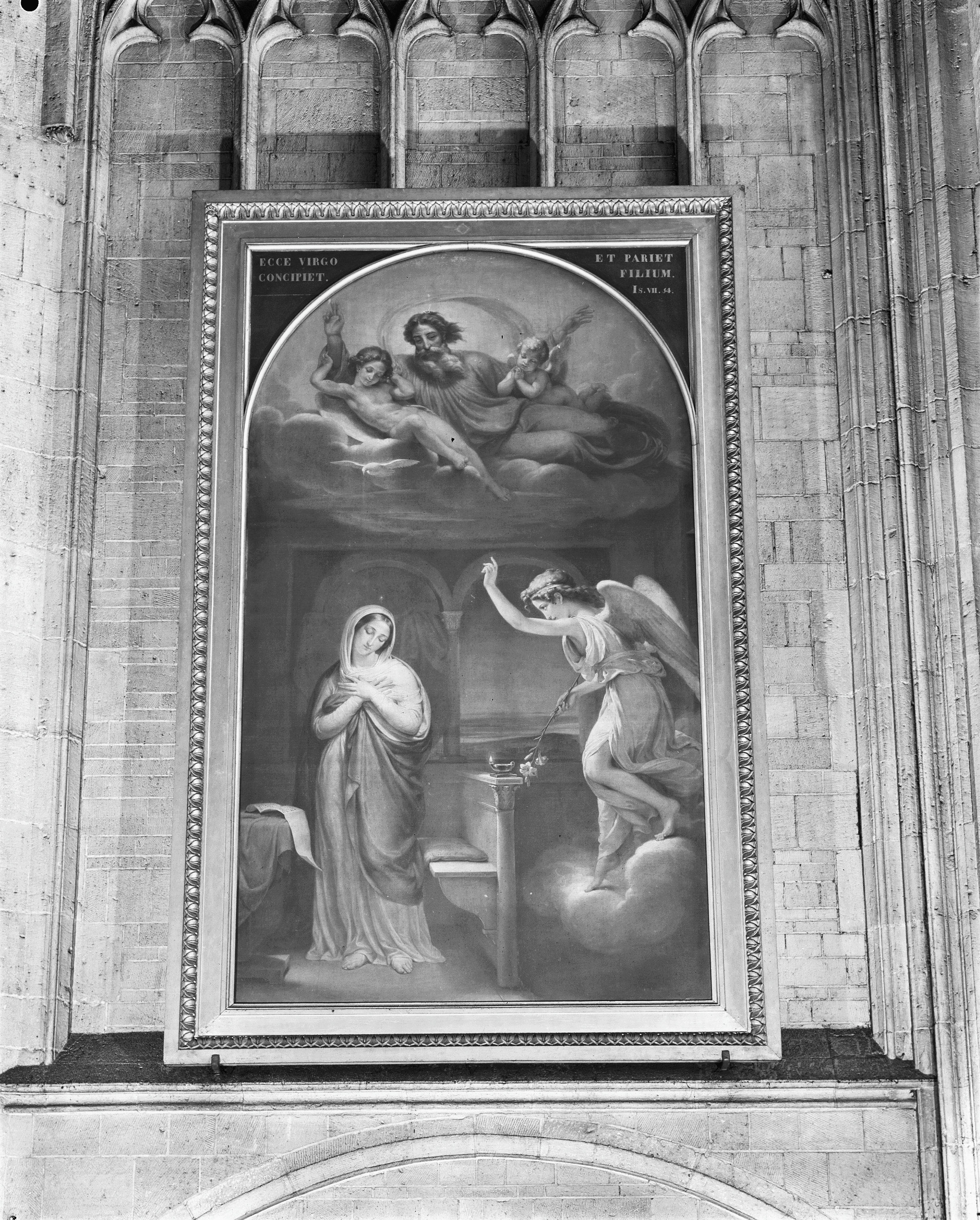
Annunciatie in de St. Janskathedraal in Den Bosh